# Satom Gabeliano
Satom (em armênio/arménio: Սատոն; romaniz.: Saton) foi um nobre armênio do século V da família Gabeliano, ativo durante o reinado do xainxá Perozes I (r. 459–484).

## Nome
De acordo com Hračʻya Ačaṙyan, o nome Satom (Սատոն, Saton) é uma variante de Satoi (ՍատոՅ, Satoy; *Sat-ōy), que por sua vez é a forma armênia contraída do iraniano antigo Sataspe (Satāsp), que significa "aquele que tem centenas de cavalos". Em sua forma antiga foi registrado em grego (Σατάσπης, Satáspēs) e latim como Sataspes, em soguediano como Sataspe (stʾsp, Satāsp), em acadiano como Sataspa (*Šatašpa-) e em elamita como Sadasba / Sadisba (Šād(d)āšba / Šād(d)išba). Assume-se que suas formas em persa antigo e iraniano antigo foram, respectivamente, Sataspa (*Satāspa-) e Sat(a)uia (*Sat-(a)uya-).

## Contexto

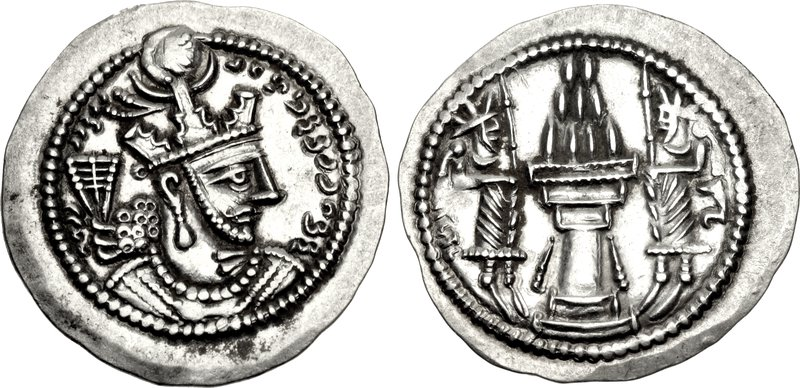
Dracma de r.

Após 387, o Reino da Armênia foi dividido em duas zonas de influência, a bizantina e a persa. Além disso, em 428, o último rei arsácida, Artaxias IV (r. 423-428), foi deposto pelo xainxá Vararanes V (r. 420–438) a pedido dos nacarares, inaugurando o Marzobanato da Armênia. Muito rapidamente, os armênios desiludiram: em 449, Isdigerdes II (r. 438–457) ordenou que eles apostatassem e se convertessem ao zoroastrismo. Sob a liderança de Vardanes II, se revoltaram, mas foram derrotados em junho (ou 26 de maio) de 451 na Batalha de Avarair; a maioria dos nacarares que participaram da revolta foram então deportados à capital persa de Ctesifonte. Após Avarair, os armênios foram constantemente chamados pelos persas para expedições militares distantes e foram obrigados a aceitar o crescente poder dos apóstatas. No contexto, receberam bem o apelo da revolta de Vactangue I (r. 447–522), que sublevou contra os persas.

## Vida

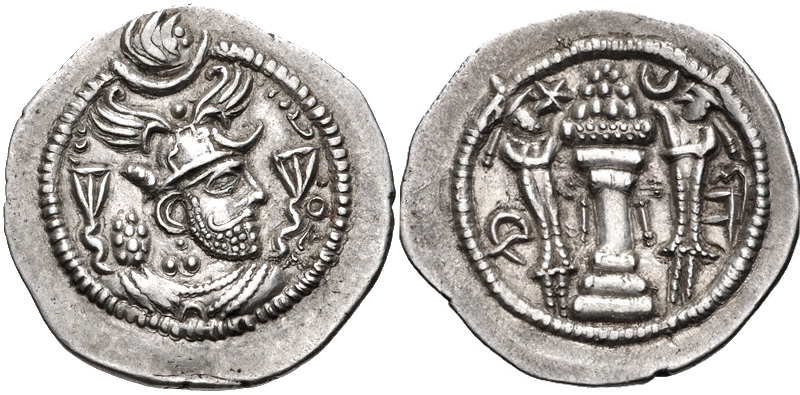
Dracma de r.

Gabal foi membro da família Gabeliano, mas sua parentela é desconhecida. Quando Vaanes I aceitou apoiar a revolta de Vactangue contra o xainxá Perozes I (r. 459–484), Gabal o acompanhou como soldado. Em 482, participou da Batalha de Aquesga que opôs o pequeno contingente soldados liderado por Vaanes e seus aliados contra um grande exército liderado pelo general Sapor Mirranes. Satom ficou responsável pela ala direita do exército rebelde, que estava em desvantagem numérica e foi vencido pelo exército invasor.